# Our Daily Bread
Our Daily Bread is een Amerikaanse dramafilm uit 1934 onder regie van King Vidor. De film werd destijds uitgebracht onder de titel Ons dagelijksch brood.

## Verhaal
John en Mary Sims kunnen de eindjes amper nog aan elkaar knopen. Ze besluiten daarom naar het platteland te verhuizen. Daar stichten ze samen met enkele andere mensen een commune. Ze kennen veel tegenslagen, maar uiteindelijk bloeit de gemeenschap op.

## Rolverdeling
| Acteur            | Personage    |
| ----------------- | ------------ |
| Karen Morley      | Mary Sims    |
| Tom Keene         | John Sims    |
| Barbara Pepper    | Sally        |
| Addison Richards  | Louie Fuente |
| John Qualen       | Chris Larsen |
| Lloyd Ingraham    | Oom Anthony  |
| Sidney Bracey     | Huurophaler  |
| Henry Hall        | Timmerman    |
| Nellie V. Nichols | Mrs. Cohen   |
| Frank Minor       | Loodgieter   |
| Bud Ray           | Steenhouwer  |